# Okoteja
Okoteja (lat. Ocotea), biljni rod iz porodice lovorovki, raširen po tropskoj Americi i Africi. Postoji preko 530 vrsta.
Poznatije vrste su smrdljivo drvo (O. bullata).
U ovaj rod su uključivane su nekada i vrste Pihurimsko drvo iz Brazila i  ‘južnoameričko drvo’ C. rodiei.

## Vrste
1. Ocotea abbreviata Schwacke & Mez
2. Ocotea acarina C.K.Allen
3. Ocotea aciphylla (Nees & Mart.) Mez
4. Ocotea acuminatissima (Lundell) Rohwer
5. Ocotea acunana Bisse
6. Ocotea acutangula (Miq.) Mez
7. Ocotea acutifolia (Nees) Mez
8. Ocotea adamantina P.L.R.Moraes & van der Werff
9. Ocotea adela van der Werff
10. Ocotea adenotrachelium (Nees) Mez
11. Ocotea adusta van der Werff
12. Ocotea alaris Doweld
13. Ocotea albescens Vattimo-Gil
14. Ocotea albida Mez & Rusby
15. Ocotea albigemma C.K.Allen
16. Ocotea albopunctulata Mez
17. Ocotea aligra van der Werff
18. Ocotea alnifolia (Meisn.) Mez
19. Ocotea alpina R.A.Howard
20. Ocotea alveata van der Werff
21. Ocotea amazonica (Meisn.) Mez
22. Ocotea ambrensis van der Werff
23. Ocotea amplifolia (Mez & Donn.Sm.) van der Werff
24. Ocotea amplissima Mez
25. Ocotea andina van der Werff
26. Ocotea aniboides Mez
27. Ocotea antioquiensis van der Werff
28. Ocotea aquila van der Werff
29. Ocotea architectorum Mez
30. Ocotea arcuata Rohwer
31. Ocotea arenaria van der Werff
32. Ocotea arenicola L.C.S.Assis & Mello-Silva
33. Ocotea argentea Mez
34. Ocotea argyrea van der Werff
35. Ocotea argyrophylla Ducke
36. Ocotea arnottiana (Nees) van der Werff
37. Ocotea atacta Lorea-Hern.
38. Ocotea athroanthes C.K.Allen
39. Ocotea atirrensis Mez & Donn.Sm.
40. Ocotea atlantica van der Werff
41. Ocotea atrata C.K.Allen
42. Ocotea aurantiodora (Ruiz & Pav.) Mez
43. Ocotea auriculata Lasser
44. Ocotea auriculiformis Kosterm.
45. Ocotea austinii C.K.Allen
46. Ocotea badia van der Werff
47. Ocotea bajapazensis Lundell
48. Ocotea balanocarpa (Ruiz & Pav.) Mez
49. Ocotea bangii Mez & Rusby
50. Ocotea baracoensis Borhidi & Imkhan.
51. Ocotea barbatula Lundell
52. Ocotea barbellata Vattimo-Gil
53. Ocotea basicordatifolia Vattimo-Gil
54. Ocotea basirecurva C.K.Allen
55. Ocotea batata P.L.R.Moraes & M.C.Vergne
56. Ocotea beekmanii van der Werff
57. Ocotea benthamiana Mez
58. Ocotea bernoulliana Mez
59. Ocotea betazensis (Mez) van der Werff
60. Ocotea beyrichii (Nees) Mez
61. Ocotea bicolor Vattimo-Gil
62. Ocotea bijuga (Rottb.) Bernardi
63. Ocotea bissei Imkhan.
64. Ocotea bofo Kunth
65. Ocotea boissieriana (Meisn.) Mez
66. Ocotea botrantha Rohwer
67. Ocotea bourgeauviana (Mez) van der Werff
68. Ocotea brachybotrya (Meisn.) Mez
69. Ocotea bracteosa (Meisn.) Mez
70. Ocotea bragae Coe-Teix.
71. Ocotea brenesii Standl.
72. Ocotea brevipes Kosterm.
73. Ocotea brevipetiolata van der Werff
74. Ocotea bucheri Roíg & Acuña
75. Ocotea bullata (Burch.) Baill.
76. Ocotea caesariata van der Werff
77. Ocotea caesia Mez
78. Ocotea caesifolia van der Werff
79. Ocotea calliscypha L.C.S.Assis & Mello-Silva
80. Ocotea camphoromoea Rohwer
81. Ocotea canaliculata (Rich.) Mez
82. Ocotea candidovillosa Lorea-Hern.
83. Ocotea caniflora Mez
84. Ocotea cantareirae Vattimo-Gil
85. Ocotea carabobensis Lasser
86. Ocotea caracasana (Nees) Mez
87. Ocotea carchiensis van der Werff
88. Ocotea cardinalis Mez
89. Ocotea catharinensis Mez
90. Ocotea caudatifolia Kosterm.
91. Ocotea ceanothifolia (Nees) Mez
92. Ocotea celastroides (Meisn.) Mez
93. Ocotea cernua (Nees) Mez
94. Ocotea chiapensis (Lundell) Standl. & Steyerm.
95. Ocotea choquetangensis van der Werff
96. Ocotea chrysobalanoides (Lundell) Lundell
97. Ocotea cicatricosa C.K.Allen
98. Ocotea ciliata L.C.S.Assis & Mello-Silva
99. Ocotea cissiflora Mez
100. Ocotea citrosmoides (Nees) Mez
101. Ocotea clavigera Mez
102. Ocotea colophanthera L.C.S.Assis & Mello-Silva
103. Ocotea comata van der Werff
104. Ocotea commutata (Nees) Mez
105. Ocotea comoriensis Kosterm.
106. Ocotea complicata (Meisn.) Mez
107. Ocotea condorensis van der Werff
108. Ocotea confertiflora (Meisn.) Mez
109. Ocotea congestifolia Lasser
110. Ocotea congregata van der Werff
111. Ocotea contrerasii Lundell
112. Ocotea corethroides Kosterm.
113. Ocotea corrugata van der Werff
114. Ocotea corymbosa (Meisn.) Mez
115. Ocotea cowaniana C.K.Allen
116. Ocotea crassifolia (Nees) Mez
117. Ocotea crassipedalis van der Werff
118. Ocotea crassiramula C.K.Allen
119. Ocotea crinita van der Werff
120. Ocotea cristalensis Bisse
121. Ocotea cryptocarpa Baitello
122. Ocotea cryptocaryoides Kosterm.
123. Ocotea cuatrecasasii van der Werff
124. Ocotea cujumary Mart.
125. Ocotea cuneata (Griseb.) M.Gómez
126. Ocotea cuneifolia Mez
127. Ocotea curucutuensis Baitello
128. Ocotea cuscoensis van der Werff
129. Ocotea cuspidata van der Werff
130. Ocotea cymbarum Kunth
131. Ocotea cymosa (Nees) Palacký
132. Ocotea daphnifolia (Meisn.) Mez
133. Ocotea darcyi van der Werff
134. Ocotea debilis Mez
135. Ocotea deflexa Rohwer
136. Ocotea delicata Vicent.
137. Ocotea dendrodaphne Mez
138. Ocotea densiflora (Meisn.) Mez
139. Ocotea dentata van der Werff
140. Ocotea depauperata C.K.Allen
141. Ocotea dielsiana O.C.Schmidt
142. Ocotea diffusa van der Werff
143. Ocotea diospyrifolia (Meisn.) Mez
144. Ocotea discrepens C.K.Allen
145. Ocotea disjuncta Lorea-Hern.
146. Ocotea dispersa (Nees & Mart.) Mez
147. Ocotea divaricata (Nees) Mez
148. Ocotea domatiata Mez ex Taub.
149. Ocotea dominicana (Meisn.) R.A.Howard
150. Ocotea douradensis Vattimo-Gil
151. Ocotea duidensis Moldenke
152. Ocotea duplocolorata Vattimo-Gil
153. Ocotea dussii Mez
154. Ocotea effusa (Meisn.) Hemsl.
155. Ocotea eggersiana Mez
156. Ocotea ekmanii O.C.Schmidt
157. Ocotea elegans Mez
158. Ocotea elliptica Kosterm.
159. Ocotea endresiana Mez
160. Ocotea erectifolia (C.K.Allen) van der Werff
161. Ocotea eriothyrsa Kosterm.
162. Ocotea esmeraldana Moldenke
163. Ocotea estrellensis (Meisn.) P.L.R.Moraes
164. Ocotea eucuneata Lundell
165. Ocotea euryphylla van der Werff
166. Ocotea euvenosa Lundell
167. Ocotea falcata Mez
168. Ocotea fasciculata (Nees) Mez
169. Ocotea faucherei (Danguy) Danguy
170. Ocotea felix Coe-Teix.
171. Ocotea fendleri (Meisn.) Rohwer
172. Ocotea fistulosa van der Werff
173. Ocotea flavantha van der Werff
174. Ocotea floribunda (Sw.) Mez
175. Ocotea foeniculacea Mez
176. Ocotea foetens (Aiton) Baill.
177. Ocotea foveolata Kosterm.
178. Ocotea fragrantissima Ducke
179. Ocotea froesii A.C.Sm.
180. Ocotea frondosa (Meisn.) Mez
181. Ocotea fulvescens Standl. & L.O.Williams
182. Ocotea fusagasugensis van der Werff
183. Ocotea gabonensis Fouilloy
184. Ocotea gardneri (Meisn.) Mez
185. Ocotea gentryi van der Werff
186. Ocotea glaberrima van der Werff
187. Ocotea glabra van der Werff
188. Ocotea glabriflora van der Werff
189. Ocotea glauca (Nees & Mart.) Mez
190. Ocotea glaucophylla Moldenke
191. Ocotea glaucosericea Rohwer
192. Ocotea glaziovii Mez
193. Ocotea glomerata (Nees) Mez
194. Ocotea gomezii W.C.Burger
195. Ocotea gordonii van der Werff
196. Ocotea gracilipes Mez
197. Ocotea gracilis (Meisn.) Mez
198. Ocotea grandifructa L.C.S.Assis & M.F.Santos
199. Ocotea granulosa W.Palacios
200. Ocotea grayi van der Werff
201. Ocotea guaramacalensis van der Werff
202. Ocotea guatemalensis Lundell
203. Ocotea guianensis Aubl.
204. Ocotea gymnoblasta van der Werff
205. Ocotea haberi van der Werff
206. Ocotea hammeliana van der Werff
207. Ocotea harrisii Proctor
208. Ocotea hartshorniana Hammel
209. Ocotea hemsleyana Mez
210. Ocotea heribertoi T.Wendt
211. Ocotea heterochroma Mez & Sodiro
212. Ocotea heydeana (Mez & Donn.Sm.) Bernardi
213. Ocotea hilariana Mez
214. Ocotea hirtandra van der Werff
215. Ocotea hirtistyla van der Werff
216. Ocotea hoehnei Vattimo-Gil
217. Ocotea holdridgeana W.C.Burger
218. Ocotea huberi van der Werff
219. Ocotea hueckii Bernardi
220. Ocotea humbertii Kosterm.
221. Ocotea humblotii Baill.
222. Ocotea hypoglauca (Nees & Mart.) Mez
223. Ocotea ikonyokpe van der Werff
224. Ocotea illustris Rusby
225. Ocotea imazensis van der Werff
226. Ocotea immersa van der Werff
227. Ocotea imrayana Mez
228. Ocotea indecora (Schott) Mez
229. Ocotea indirectinervia C.K.Allen
230. Ocotea infrafoveolata van der Werff
231. Ocotea inhauba Coe-Teix.
232. Ocotea insignis Mez
233. Ocotea insularis (Meisn.) Mez
234. Ocotea involuta Kosterm.
235. Ocotea iridescens Lorea-Hern. & van der Werff
236. Ocotea itatiaiae Vattimo-Gil
237. Ocotea ivohibensis van der Werff
238. Ocotea jacquinii (Meisn.) Mez
239. Ocotea jefensis van der Werff
240. Ocotea jelskii Mez
241. Ocotea jorge-escobarii C.Nelson
242. Ocotea julianii van der Werff
243. Ocotea karsteniana Mez
244. Ocotea kenyensis (Chiov.) Robyns & R.Wilczek
245. Ocotea keriana A.C.Sm.
246. Ocotea killipii A.C.Sm.
247. Ocotea klepperae van der Werff
248. Ocotea klotzschiana (Nees) Hemsl.
249. Ocotea kolera van der Werff
250. Ocotea kostermansiana Vattimo-Gil
251. Ocotea laetevirens Standl. & Steyerm.
252. Ocotea laevifolia van der Werff
253. Ocotea laevigata (Meisn.) Marais
254. Ocotea lanata (Nees & Mart.) Mez
255. Ocotea lancifolia (Schott) Mez
256. Ocotea lancilimba Kosterm.
257. Ocotea langsdorffii (Meisn.) Mez
258. Ocotea laticostata C.K.Allen
259. Ocotea latipetiolata van der Werff
260. Ocotea laxa (Nees) Mez
261. Ocotea lenitae van der Werff
262. Ocotea lentii W.C.Burger
263. Ocotea leptobotra (Ruiz & Pav.) Mez
264. Ocotea leptophylla van der Werff
265. Ocotea leucophloea (Nees & Mart.) L.C.S.Assis & Mello-Silva
266. Ocotea leucoxylon (Sw.) Laness.
267. Ocotea lherminieri Mez
268. Ocotea libanensis Bisse
269. Ocotea liesneri van der Werff
270. Ocotea ligulata van der Werff
271. Ocotea limae Vattimo-Gil
272. Ocotea limiticola van der Werff
273. Ocotea lindbergii Mez
274. Ocotea lobbii (Meisn.) Rohwer
275. Ocotea loefgrenii Vattimo-Gil
276. Ocotea longifolia Kunth
277. Ocotea longipedicellata van der Werff
278. Ocotea longipes Kosterm.
279. Ocotea longipetiolata van der Werff
280. Ocotea loxensis van der Werff
281. Ocotea macrantha van der Werff
282. Ocotea macrocarpa Kosterm.
283. Ocotea macrophylla Kunth
284. Ocotea macropoda (Kunth) Mez
285. Ocotea madagascariensis (Meisn.) Palacký
286. Ocotea magnifolia (Lundell) Lundell
287. Ocotea magnifrons van der Werff
288. Ocotea magnilimba Kosterm.
289. Ocotea malcomberi van der Werff
290. Ocotea mandonii Mez
291. Ocotea mantiqueirae Baitello, Arzolla & F.E.Vilela
292. Ocotea maranguapensis Vattimo-Gil
293. Ocotea marcescens L.C.S.Assis & Mello-Silva
294. Ocotea marmellensis Mez
295. Ocotea martinicensis Mez
296. Ocotea marumbiensis Brotto & Baitello
297. Ocotea mascarena (Buc'hoz) Kosterm.
298. Ocotea matogrossensis Vattimo-Gil
299. Ocotea matudae Lundell
300. Ocotea maximilianea (Nees & Mart.) P.L.R.Moraes
301. Ocotea megacarpa van der Werff
302. Ocotea megaphylla (Meisn.) Mez
303. Ocotea megistophylla van der Werff
304. Ocotea meyendorffiana (Meisn.) Mez
305. Ocotea meziana Brooks
306. Ocotea meziana C.K.Allen
307. Ocotea micans Mez
308. Ocotea michelsonii Robyns & R.Wilczek
309. Ocotea micrantha van der Werff
310. Ocotea microbotrys (Meisn.) Mez
311. Ocotea microneura (Meisn.) Rohwer
312. Ocotea minarum (Nees & Mart.) Mez
313. Ocotea minor Vicent.
314. Ocotea minutiflora O.C.Schmidt
315. Ocotea moaensis Bisse
316. Ocotea mollicella (S.F.Blake) van der Werff
317. Ocotea mollifolia Mez & Pittier
318. Ocotea mollivillosa van der Werff
319. Ocotea montana Mez
320. Ocotea monteverdensis W.C.Burger
321. Ocotea montis-insulae van der Werff
322. Ocotea monzonensis Mez
323. Ocotea morae Gómez-Laur.
324. Ocotea moschata (Meisn.) Mez
325. Ocotea mosenii Mez
326. Ocotea mucronata (Poir.) Kosterm.
327. Ocotea multiflora van der Werff
328. Ocotea multiglandulosa Mez
329. Ocotea multinervis van der Werff
330. Ocotea munacensis O.C.Schmidt
331. Ocotea myriantha (Meisn.) Mez
332. Ocotea neblinae C.K.Allen
333. Ocotea nectandrifolia Mez
334. Ocotea neesiana (Miq.) Kosterm.
335. Ocotea nervosa Kosterm.
336. Ocotea nigra Benoist
337. Ocotea nigrescens Vicent.
338. Ocotea nigrita (Lundell) Lundell
339. Ocotea nilssonii C.K.Allen
340. Ocotea nitida (Meisn.) Rohwer
341. Ocotea nobilis (A.C.Sm.) Kosterm.
342. Ocotea notata (Nees & Mart.) Mez
343. Ocotea nunesiana (Vattimo-Gil) Baitello
344. Ocotea nutans (Nees) Mez
345. Ocotea obliqua Vicent.
346. Ocotea oblonga (Meisn.) Mez
347. Ocotea oblongifolia van der Werff
348. Ocotea obovata (Ruiz & Pav.) Mez
349. Ocotea obovatifolia van der Werff
350. Ocotea obtusata (Nees) Kosterm.
351. Ocotea obtusifolia Kunth
352. Ocotea odorata (Meisn.) Mez
353. Ocotea odorifera (Vell.) Rohwer
354. Ocotea olivacea A.C.Sm.
355. Ocotea oppositifolia S.Yasuda
356. Ocotea oreophila van der Werff
357. Ocotea orientalis van der Werff
358. Ocotea otara van der Werff
359. Ocotea ottoschmidtii J.F.Macbr.
360. Ocotea ovalifolia Mez
361. Ocotea pachypoda Mez & Sodiro
362. Ocotea pacifica van der Werff
363. Ocotea pajonalis van der Werff
364. Ocotea palaciosii van der Werff
365. Ocotea palcazuensis van der Werff
366. Ocotea papyracea van der Werff
367. Ocotea paranaensis Brotto, Baitello, Cervi & E.P.Santos
368. Ocotea parvula (Lundell) van der Werff
369. Ocotea pastazensis van der Werff
370. Ocotea patula van der Werff
371. Ocotea pauciflora (Nees) Mez
372. Ocotea pausiaca Rohwer
373. Ocotea pautensis van der Werff
374. Ocotea pedanomischa van der Werff
375. Ocotea pedicellata van der Werff
376. Ocotea pentagona Mez
377. Ocotea percoriacea Kosterm.
378. Ocotea percurrens Vicent.
379. Ocotea perforata Kosterm.
380. Ocotea perrobusta (C.K.Allen) Rohwer
381. Ocotea persicifolia Mez & Donn.Sm.
382. Ocotea petalanthera (Meisn.) Mez
383. Ocotea pharomachrosorum Gómez-Laur.
384. Ocotea pichinchensis van der Werff
385. Ocotea pittieri (Mez) van der Werff
386. Ocotea piurensis Mez
387. Ocotea platyphylla (Lundell) Rohwer
388. Ocotea pluridomatiata A.Quinet
389. Ocotea polyantha (Nees & Mart.) Mez
390. Ocotea pomaderrioides (Meisn.) Mez
391. Ocotea porosa (Nees & Mart.) Barroso
392. Ocotea porphyria (Griseb.) van der Werff
393. Ocotea portoricensis Mez
394. Ocotea praetermissa van der Werff
395. Ocotea producta (C.K.Allen) Rohwer
396. Ocotea prolifera (Nees & Mart.) Mez
397. Ocotea prunifolia Rusby
398. Ocotea pseudopalmana W.C.Burger
399. Ocotea psychotrioides Kunth
400. Ocotea puberula (Rich.) Nees
401. Ocotea pulchella (Nees & Mart.) Mez
402. Ocotea pullifolia van der Werff
403. Ocotea pumila L.C.S.Assis & Mello-Silva
404. Ocotea purpurea (Mez) van der Werff
405. Ocotea quadriporata (W.C.Burger) Kosterm.
406. Ocotea quixos (Lam.) Kosterm.
407. Ocotea racemiflora Lundell
408. Ocotea racemosa (Danguy) Kosterm.
409. Ocotea ramosissima L.C.S.Assis & Mello-Silva
410. Ocotea raymondiana van der Werff
411. Ocotea recurvata van der Werff
412. Ocotea reticularis (Britton & P.Wilson) Alain
413. Ocotea revoluta Moldenke
414. Ocotea revolutifolia A.Quinet
415. Ocotea rhodophylla Vicent.
416. Ocotea rhytidotricha Rohwer
417. Ocotea rigens (Nees & Mart.) Rohwer
418. Ocotea rigidifolia Kosterm.
419. Ocotea rivularis Standl. & L.O.Williams
420. Ocotea robertsoniae Proctor
421. Ocotea rohweri P.L.R.Moraes & van der Werff
422. Ocotea roseopedunculata van der Werff
423. Ocotea rotundata van der Werff
424. Ocotea rovirosae Lorea-Hern. & van der Werff
425. Ocotea rubrinervis Mez
426. Ocotea rufa Mez
427. Ocotea rufescens van der Werff
428. Ocotea rufotomentella van der Werff
429. Ocotea rufovestita Ducke
430. Ocotea rugosa van der Werff
431. Ocotea rupestris L.C.S.Assis & Mello-Silva
432. Ocotea salvadorensis (Lundell) van der Werff
433. Ocotea salvinii Mez
434. Ocotea sambiranensis van der Werff
435. Ocotea sanariapensis Lasser
436. Ocotea sandwithii Kosterm.
437. Ocotea santamartae van der Werff
438. Ocotea sarcodes Lorea-Hern.
439. Ocotea sassafras (Meisn.) Mez
440. Ocotea satipensis van der Werff
441. Ocotea sauroderma Lorea-Hern.
442. Ocotea scabrella van der Werff
443. Ocotea scalariformis van der Werff
444. Ocotea scandens Kosterm.
445. Ocotea schomburgkiana (Nees) Mez
446. Ocotea schwackeana Mez
447. Ocotea semicompleta (Nees & Mart.) Mez
448. Ocotea sericea Kunth
449. Ocotea serrana Coe-Teix.
450. Ocotea sessiliflora Kosterm.
451. Ocotea silvae Vattimo-Gil
452. Ocotea silvestris Vattimo-Gil
453. Ocotea sinaiana Vattimo-Gil
454. Ocotea sinuata (Mez) Rohwer
455. Ocotea smithiana O.C.Schmidt
456. Ocotea smithii van der Werff
457. Ocotea sodiroana Mez
458. Ocotea solomonii van der Werff
459. Ocotea spanantha van der Werff
460. Ocotea spathulata Mez
461. Ocotea spectabilis (Meisn.) Mez
462. Ocotea sperata P.L.R.Moraes & van der Werff
463. Ocotea spixiana (Nees) Mez
464. Ocotea splendens (Meisn.) Baill.
465. Ocotea sprucei (Meisn.) Mez
466. Ocotea squarrosa (Nees) Mez
467. Ocotea staminea (Griseb.) Mez
468. Ocotea staminoides Proctor
469. Ocotea standleyi C.K.Allen
470. Ocotea stenoneura Mez & Pittier
471. Ocotea stenophylla van der Werff
472. Ocotea strigosa van der Werff
473. Ocotea stuebelii Mez
474. Ocotea suaveolens (Meisn.) Benth. & Hook.f. ex Hieron.
475. Ocotea subalata Lundell
476. Ocotea subparamicola van der Werff
477. Ocotea subrutilans Mez
478. Ocotea subterminalis van der Werff
479. Ocotea subtriplinervia (Meisn.) Hemsl.
480. Ocotea sulcata Vattimo-Gil
481. Ocotea tabacifolia (Meisn.) Rohwer
482. Ocotea tampicensis (Meisn.) Hemsl.
483. Ocotea tarapotana (Meisn.) Mez
484. Ocotea tarmensis van der Werff
485. Ocotea teleiandra (Meisn.) Mez
486. Ocotea tenella A.C.Sm.
487. Ocotea tenera Mez & Donn.Sm.
488. Ocotea tenuiflora (Nees) Mez
489. Ocotea terciopelo C.K.Allen
490. Ocotea tessmannii O.C.Schmidt
491. Ocotea thinicola van der Werff & P.L.R.Moraes
492. Ocotea thouvenotii (Danguy) Kosterm.
493. Ocotea tillettsiana C.K.Allen
494. Ocotea tomentella Sandwith
495. Ocotea tomentosa van der Werff
496. Ocotea tonduzii Standl.
497. Ocotea tonii (Lundell) van der Werff
498. Ocotea tovarensis (Klotzsch & H.Karst. ex Nees) Mez
499. Ocotea trematifera van der Werff
500. Ocotea trichantha Baker
501. Ocotea trichophlebia Baker
502. Ocotea trinidadensis Kosterm.
503. Ocotea tristis (Nees & Mart.) Mez
504. Ocotea truncata Lundell
505. Ocotea tsaratananensis van der Werff
506. Ocotea tubulosa Lasser
507. Ocotea ucayalensis O.C.Schmidt
508. Ocotea umbrina van der Werff
509. Ocotea urbaniana Mez
510. Ocotea usambarensis Engl.
511. Ocotea uxpanapana T.Wendt & van der Werff
512. Ocotea vaccinioides (Meisn.) Mez
513. Ocotea vaginans (Meisn.) Mez
514. Ocotea valerioana (Standl.) W.C.Burger
515. Ocotea valerioides W.C.Burger
516. Ocotea vanderwerffii (Kosterm.) van der Werff
517. Ocotea vasquezii van der Werff
518. Ocotea vegrandis P.L.R.Moraes & van der Werff
519. Ocotea velloziana (Meisn.) Mez
520. Ocotea velutina (Nees) Mart. ex B.D.Jacks.
521. Ocotea venosa Gleason
522. Ocotea venulosa (Nees) Baitello
523. Ocotea veraguensis (Meisn.) Mez
524. Ocotea verapazensis Standl. & Steyerm.
525. Ocotea vergelensis van der Werff
526. Ocotea verticillata Rohwer
527. Ocotea viburnoides (Meisn.) Mez
528. Ocotea villosa Kosterm.
529. Ocotea virgultosa Mart. ex Mez
530. Ocotea viridiflora Lundell
531. Ocotea weberbaueri Mez
532. Ocotea whitei Woodson
533. Ocotea wilhelminae Vattimo-Gil
534. Ocotea wrightii (Meisn.) Mez
535. Ocotea wurdackiana C.K.Allen
536. Ocotea xanthocalyx (Nees) Mez
537. Ocotea yutajensis C.K.Allen
538. Ocotea zahamenensis van der Werff
539. Ocotea zoque Lorea-Hern.